# طلاق بائن
طلاق بائن به طلاقی گفته می‌شود که برای مرد که حق طلاق با او بوده است و پس از ثبت طلاق حق رجوع نباشد به عبارت دیگر پس از ثبت طلاق بائن امکان رجوع برای مرد وجود ندارد. (ماده ۱۱۴۴ قانون مدنی)

بائن در لغت به معنی جدا شونده است. در مثنوی معنوی آمده است:
| پور سلطان گر بر او خائن شود |  | آن سرش از تن بدان بائن شود |

## حالت‌هایی که طلاق بائن است
- طلاق قبل از دخول: مانند کسی که با زنی ازدواج کند و قبل از همبستر شدن و دخول او را طلاق دهد.[۲]
- طلاق یائسه: یعنی زنی که از حیض دیدن افتاده باشد.[۳]
- طلاق خلع و مبارات: مادام که زن رجوع به عوض نکرده باشد.[۴]
- سومین طلاق که پس از سه وصلت متوالی به عمل آید. (ماده ۱۱۴۵ قانون مدنی)[۵]

چنانچه در خلع و مبارات زن در زمان عده نسبت به عوض خود رجوع کند یا اصطلاحاً رجوع به مابذل کند، طلاق بائن تبدیل به طلاق رجعی خواهد شد و مرد حق رجوع به زن را دارد و در این صورت زن مستحق مالی است که بخشیده و می‌تواند طلب مهریه کند.
طلاق‌هایی که زن بر اساس عسر و حرج نیز درخواست می‌کند به غیر از طلاق از شخص غائب مفقود الاثر که رجعی است در بقیه موارد بائن به حساب می‌آید.